# Doryida
Doryida is een geslacht van kevers uit de familie bladkevers (Chrysomelidae).
De wetenschappelijke naam van het geslacht werd in 1865 gepubliceerd door Joseph Sugar Baly.

## Soorten
- Doryida fraterna (Laboissiere, 1931)
- Doryida mouhoti Baly, 1865
- Doryida nigripennis Baly, 1890
- Doryida tarsalis Baly, 1890